# Broccolini
Broccolini, ook bekend als aspergebroccoli en babybroccoli, is een plant die als groente gebruikt wordt. De plant lijkt op gewone broccoli, maar heeft een kleinere bloeiwijze en langere dunne bloeistengels.

## Herkomst
Broccolini werd in Japan door de Sakata Seed Company ontwikkeld door het kruisen van broccoli met kailan, twee variëteiten van Brassica oleracea (kool). Het werd voor het eerst gekweekt in 1987. De ontwikkeling duurde acht jaar en uiteindelijk resulteerde een hybride met de gewenste eigenschappen van vorm en smaak. Dit ras werd eerst in Japan beproefd onder de naam "Create", maar nadat de aanvraag tot registratie van het ras was ingediend, werd het geregistreerd als Stick Senor. De eerste commerciële verkoop ging toen van start in Japan, waar de plant inmiddels grootschalig werd geteeld. In 1994 ging het bedrijf een partnerschap aan met een Mexicaans veredelingsbedrijf Sanbon om het product commercieel te laten telen in Mexico met het oog op de Amerikaanse markt. Aanvankelijk werd gekozen voor de naam Asparation, die refereerde aan de lange stengels, maar in 1998 werd de cultivarnaam Broccolini als meest gebruikte naam gekozen en werd wereldwijd de productie gestart. Momenteel zijn er ook nieuwe variëteiten op de markt gebracht waaronder paarskleurige planten.

## Smaak en textuur
De smaak is zacht en zoetig, de stengel lijkt op asperge en de bloem op broccoli. Door (kort) koken wordt de smaak zoeter dan bij het rauw eten en de textuur lijkt meer op asperge dan op die van broccoli.

## Gegevens
Broccolini is rijk aan vitaminen A en C, foliumzuur, calcium en kalium. 

## Bereiding
Broccolini kan verwerkt worden in roerbakgerechten, gekookt of gestoomd als een opzichzelfstaande groente gegeten worden of als rauwe snack.

## Rassen en productnamen
Broccolini wordt geteeld en op de markt gebracht onder diverse merknamen wereldwijd. In Amerika is het woord een geregistreerd handelsmerk van Del Monte. De groente wordt wereldwijd gekweekt en verkocht onder diverse merknamen als 'Asparation(s)', '(Sweet) Baby Broccoli', 'BIMI®' ('Bimi'), 'Broccolette', 'Broccoletti', 'Italian Sprouting Broccoli' en 'Tenderstem'.. Dit zijn dan meestal groene varianten.
Broccolini kent inmiddels een aantal rassen die verdeeld kunnen worden in zomerteelt en winterteelt. De zaden zijn te verkrijgen voor de moestuin bij gespecialiseerde kwekers. Zomerbroccolini wordt in het voorjaar gezaaid en geoogst in zomer tot herfst. Winterbroccolini wordt in de vroege zomer gezaaid en pas geoogst in de lente van het jaar er op. Een aantal rassen zijn:

### Zomerbroccolini
- Early Purple Sprouting (paars)
- Green Sprouting (groen)
- Pozo F1 (paars)
- Rudolph (paars)
- Summer Purple (paars)

### Winterbroccolini
- Apollo F1
- Burbank F1 (crèmekleurig)
- Mendocino (paars)
- Ninestar Pernennial (crèmekleurig)